# Scribneria bolanderi
Scribneria bolanderi là một loài thực vật có hoa trong họ Hòa thảo. Loài này được (Thurb.) Hack. miêu tả khoa học đầu tiên năm 1886.